# Logan County (Illinois)
Logan County is een county in de Amerikaanse staat Illinois.
De county heeft een landoppervlakte van 1.601 km² en telt 31.183 inwoners (volkstelling 2000). De hoofdplaats is Lincoln.

## Bevolkingsontwikkeling

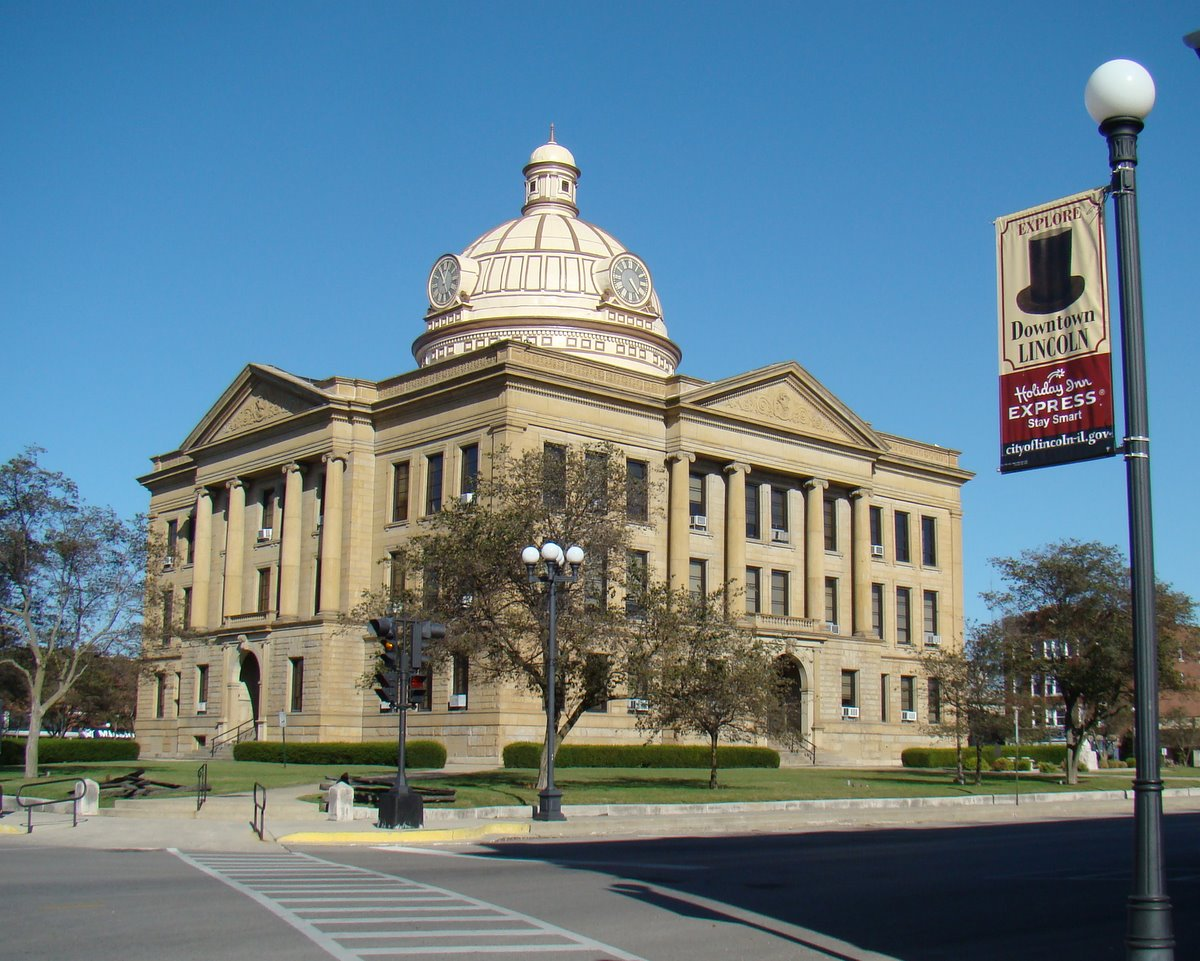
Logan County Courthouse